# Parchtitz
Parchtitz ist eine Gemeinde im Landkreis Vorpommern-Rügen auf der Insel Rügen in Mecklenburg-Vorpommern. Sie wird vom Amt Bergen auf Rügen mit Sitz in der gleichnamigen Stadt verwaltet.

## Geografie und Verkehr
Parchtitz liegt etwa drei Kilometer nordwestlich von Bergen auf Rügen. Sie liegt an dem Duwenbeek, dem einzigen größeren Fließgewässer auf Rügen. Er entspringt in dem auch im Gemeindegebiet gelegenen Nonnensee, welcher seit 1993 nach einer längeren Trockenlegungsperiode wieder neu entstanden ist. Die Gemeinde liegt direkt an der Landesstraße 30 von Bergen nach Gingst. Die Bundesstraße 96 und die Bahnstrecke Stralsund–Sassnitz verlaufen östlich der Gemeinde.
Umgeben wird Parchtitz von den Nachbargemeinden Bergen auf Rügen im Norden und Osten, Sehlen im Süden, Dreschvitz im Südwesten, Gingst im Westen sowie Kluis im Nordwesten.

### Ortsteile
Zur Gemeinde gehören die folgenden Ortsteile:
| - Boldevitz - Gademow - Muglitz - Neuendorf - Parchtitz | - Platvitz - Reischvitz - Volkshagen - Willihof |

## Geschichte

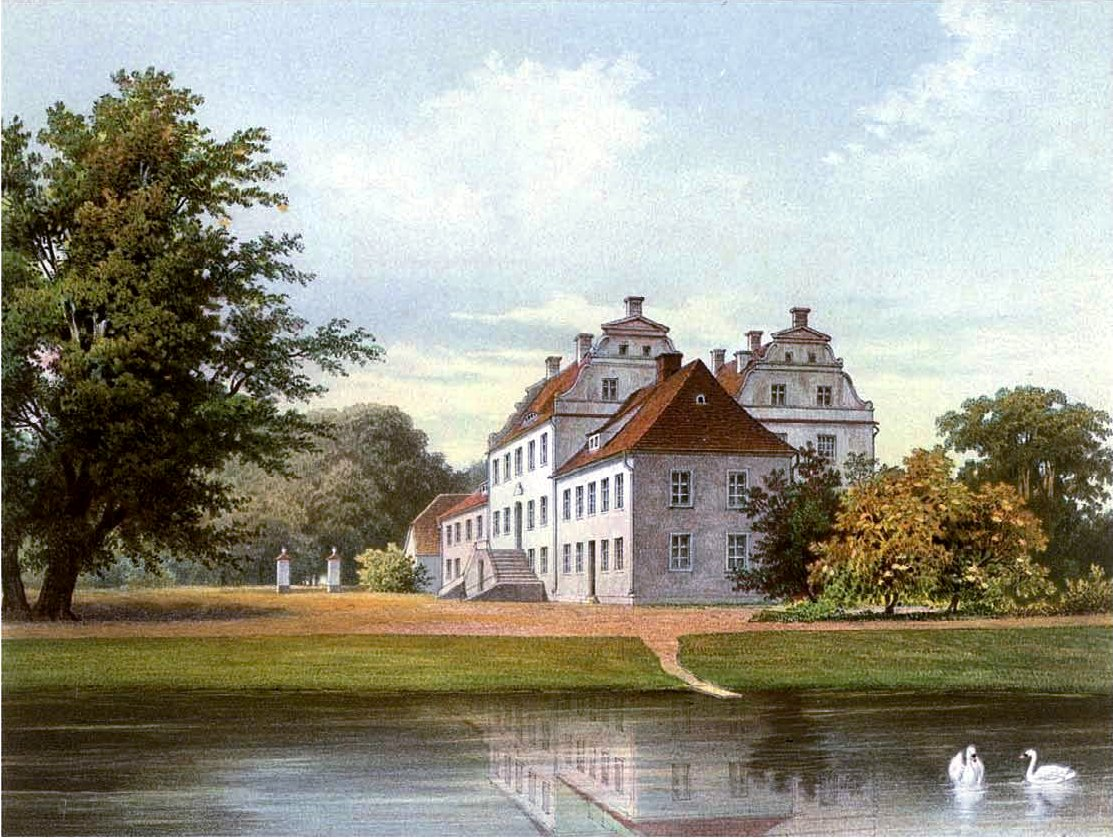
Gutshaus Boldevitz um 1861/62 nach Alexander Duncker

Boldevitz: Das Gut befand sich seit dem 13. Jahrhundert im Besitz der Familie von Rotermund. Unter Claus von Rotermund entstand um 1600 der Kern des Gutshauses Boldevitz, Landrat Philipp von Rotermund ließ es 1635 oder 1655/58 umbauen. Als 1712 die Familie mit Caspar Detlef von Rotermund in männlicher Linie ausstarb, ging der Besitz an seinen Schwiegersohn, den schwedischen General Carl Gustav Graf Mellin über. 1744 kam das Gut an die Familie von Putbus.
1762 erwarb der Regierungsrat Adolf Friedrich von Olthof das Gut. Johann Wolfgang von Goethe, der 1811 eine Biographie Hackerts herausgab, erwähnte das Gut unter dem Namen Bolwitz. In dieser Zeit erfolgte auch der Anbau der beiden Langhäuser und die Anlage des Parks. Nachdem 1777 das Konkursverfahren gegen von Olthof eröffnet worden war, kam es 1780 zum Verkauf des Gutes an die Familie von Wackenitz, respektive von der Lancken, vertreten durch den späteren Oberst Friedrich Karl Bernhard Freiherr von der Lancken (1778–1837). Dieser besaß es seit 1816, durch Heirat mit Emilie von Wakenitz-Clevenow (1801–1888), Tochter des Karl von Wackenitz-Boldevitz, unter dem Namen von Lancken-Wa(c)kenitz. 1816 erhielt Lancken-Wakenitz auch die schwedische Adelsnaturalisation. Sein Erbe in Form eines Majorats wurde der zweite Sohn Malte Friedrich Freiherr von der Lancken-Wakenitz (1830–1911).
Letzter Eigentümer war dann ab 1938 Silvius von Albedyll als von Lancken-Wackenitz-Albedyll bis zur Enteignung der Familie 1945. Die Landwirtschaft wurde als Volkseigenes Gut weitergeführt. Das Gut Boldevitz wird heute auch touristisch genutzt.
Gademow: 1318 als Ghademowe ersterwähnt.
Muglitz: 316 ha verpachtetes Gut, zugehörig denen von der Lancken-Boldevitz.
Neuendorf: Zwischen 348 und 362 ha großes Rittergut der briefadeligen und aus Stralsund stammenden Kaufmanns- und Pastorenfamilie von Richter (1785), deren Nobilitierung zu Wien 1785 in Preußen erst 1879 Anerkennung fand. Hermann von Richter (1828–1901), verheiratet mit Freda Spalding, gründete zur Regelung und Sicherung der Erbfolge für Neuendorf mit Zessin einen Familienfideikommiss. Ihm folgte im Minorat der Sohn, Leutnant Paul von Richter, und dann dessen Sohn Hermann Heinrich von Richter (1906–1944). Seine beide jüngeren Schwestern Freya und Sigrid starben Anfang März 1945 in Neuendorf.
Parchtitz: war bis 1326 Teil des Fürstentums Rügen und danach des Herzogtums Pommern. Mit dem Westfälischen Frieden von 1648 wurde Rügen und somit auch das Gebiet von Parchtitz ein Teil von Schwedisch-Pommern. 1815 kam Parchtitz als Teil von Neuvorpommern zur preußischen Provinz Pommern.
Seit 1818 gehörte Parchtitz zum Kreis bzw. Landkreis Rügen. Von 1952 bis 1955 hieß er Kreis Bergen. Die Gemeinde gehörte danach bis 1990 zum Kreis Rügen im Bezirk Rostock. Der 1990 benannte Landkreis Rügen ging 2011 im Landkreis Vorpommern-Rügen auf.
Platvitz: gehörte als Gut dem Kloster St. Jürgen vor Rambin in Stralsund. Die dazugehörige Fläche beinhaltete 210 ha.
Reischvitz: Gut der Familien von Barnekow (ab 15. Jahrhundert) und von Platen-Zubzow (1783–1945). Balthasar von Platen (1765–1821) ist Gutsherr auf Zubzow und Reischvitz. Sein jüngster Sohn, der spätere General Erich Balthasar von Platen (1849–1927), wurde Nachfolger. 1939 war der Eigentümer die Erich von Platen-Stiftung, im Nießbrauch des Wilken I. von Platen (1867–1946), Gesamtumfang 282 ha. Der Sohn Rickmann von Platen (1904–1954) lebte mit seiner Familie noch eine Zeit als Neusiedler im Heimatort Neuendorf-Zessin seiner Frau Ingeborg von Richter und ging dann nach Tübingen. Ab 1992 gehören Teile des Besitzes wieder denen von Platen. Das sanierte Gutshaus entstand um 1820 mit Inspektorenhaus von um 1900. Auguste von Platen-Reischvitz (1818–1896) war Stiftsdame und Begründerin des von Platenschen Damenstiftes in Bergen.
Volkshagen: war im 19. Jahrhundert Teilbesitz eines Majorats der Freiherren von der Lancken-Lipsitz auf Boldevitz.
Willihof: in einem alten Ortschafts-Verzeichnis von 1863 als Ackerwerk mit einem Wohnhaus und 13 Einwohnern geführt fungierte es als gutsherrliches Vorwerk von Reischwitz.

## Dienstsiegel
Die Gemeinde verfügt über kein amtlich genehmigtes Hoheitszeichen, weder Wappen noch Flagge. Als Dienstsiegel wird das kleine Landessiegel mit dem Wappenbild des Landesteils Vorpommern geführt. Es zeigt einen aufgerichteten Greifen mit aufgeworfenem Schweif und der Umschrift „GEMEINDE PARCHTITZ“.

## Sehenswürdigkeiten
- Nonnensee

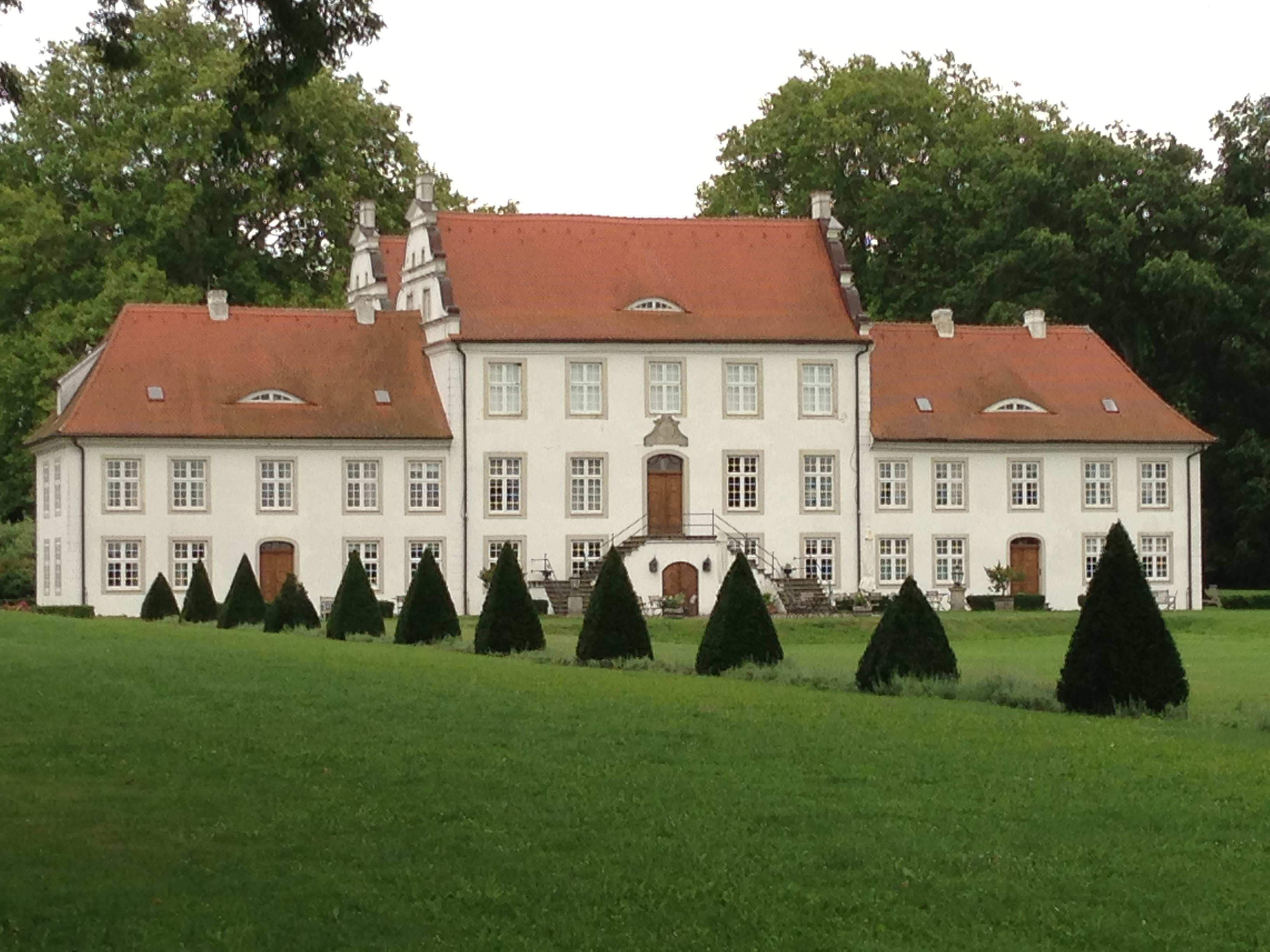
Gutshaus Boldevitz

- Gutshaus Parchtitz; Backsteinbau auf Feldsteinsockel aus dem 19. Jahrhundert
- Gutshaus Boldevitz mit für Rügen einzigartigen Doppelgiebeln
- Gutshaus Reischvitz; eingeschossiger Putzbau auf hohem Sockelgeschoss von um 1820

## Persönlichkeiten
- Bernhard Friedrich Mönnich (* 1741 in Boldevitz; † 1800 in Berlin), Mathematiker, Physiker und Hochschullehrer